# Julius Ludwig Rothweil

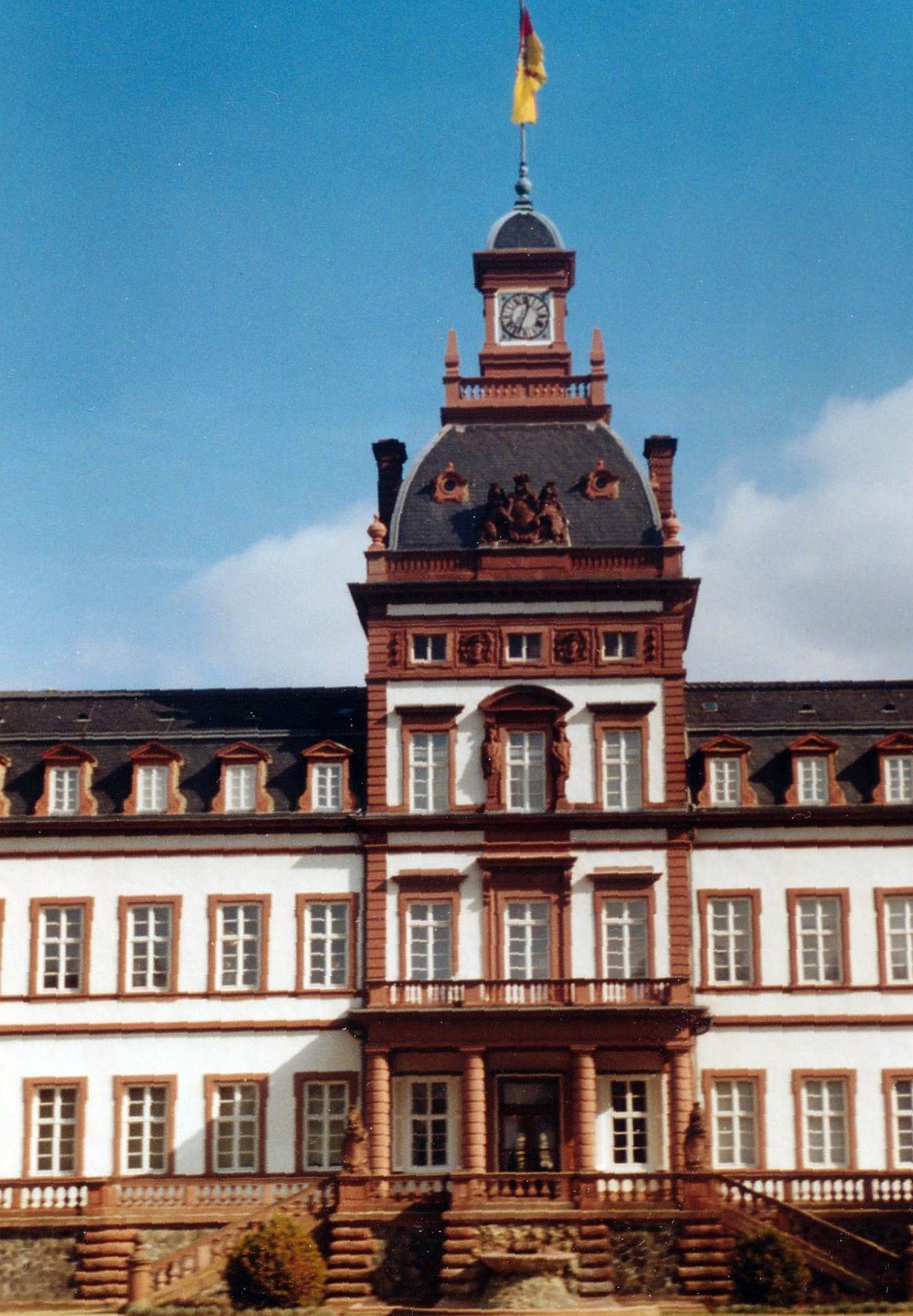
Schloss Philippsruhe, Hanau

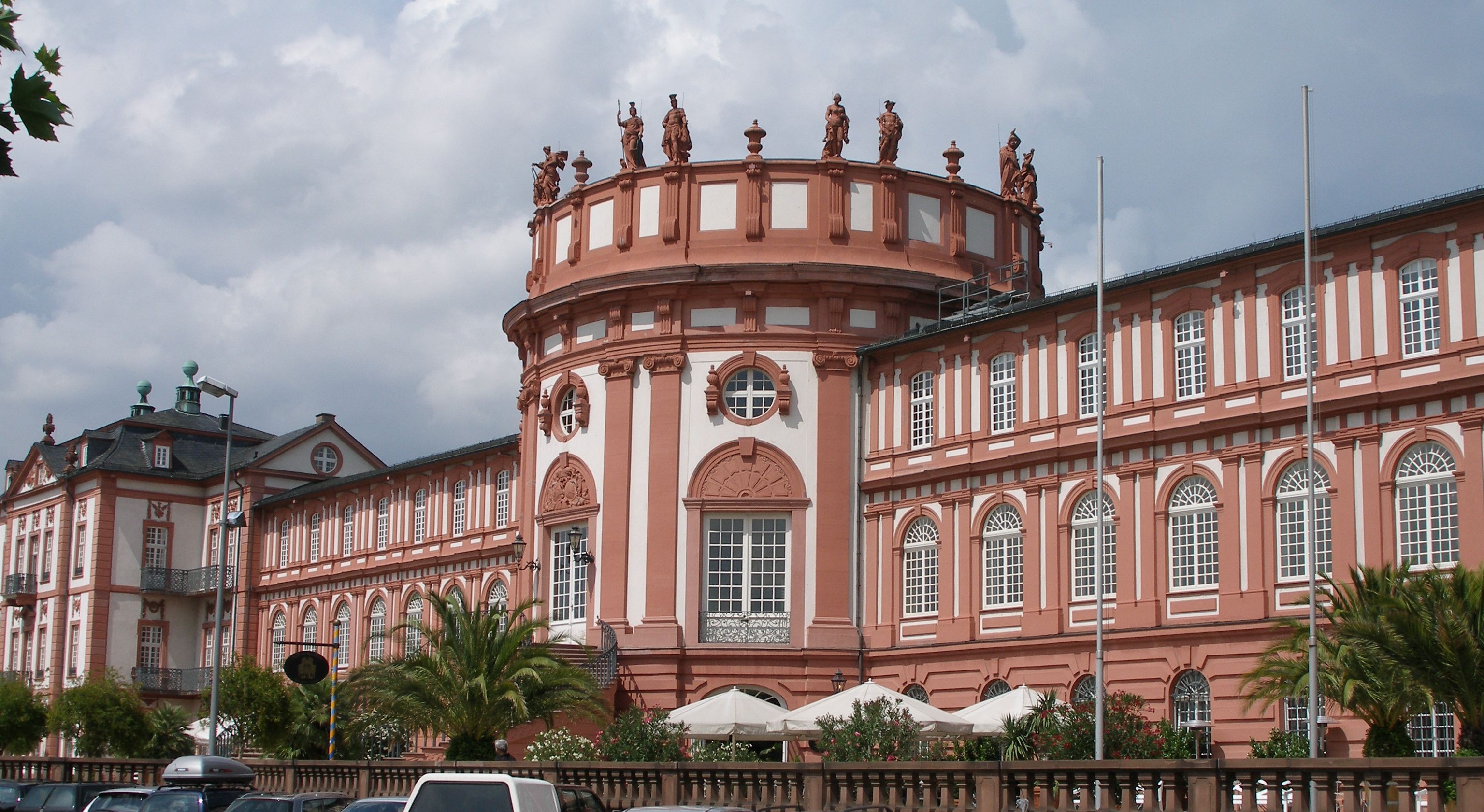
Schloss Biebrich bei Wiesbaden, Rheinseite

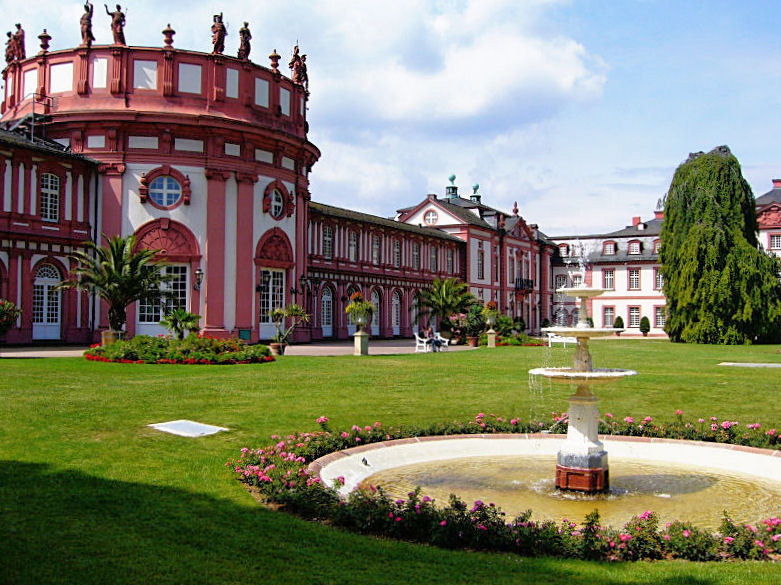
Schloss Biebrich, Gartenseite

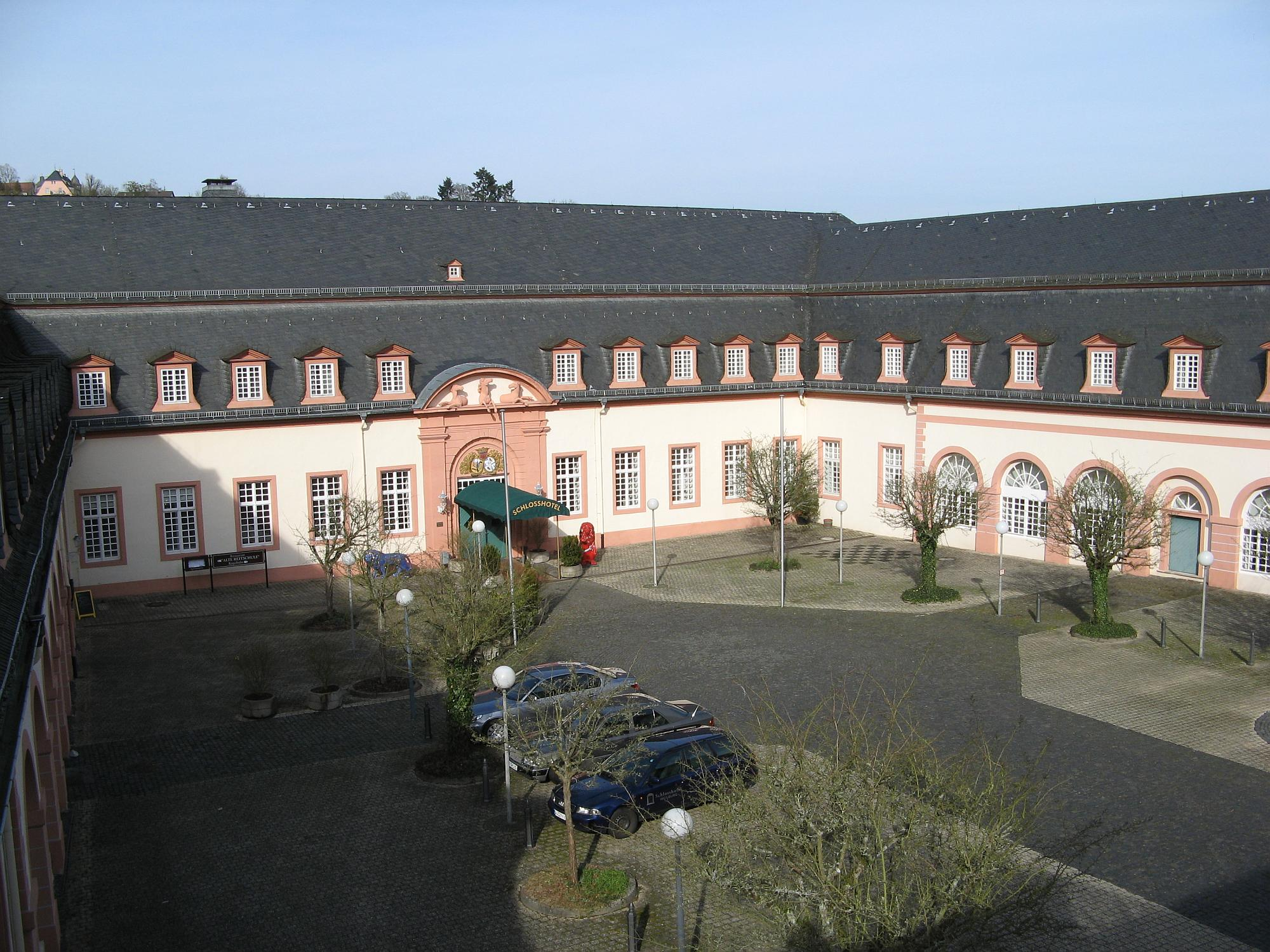
Der Viehof des Schloss Weilburg an der Lahn, ein von Julius Ludwig Rothweil barock ausgebauter Flügel des Schlosses

Julius Ludwig Rothweil (* wohl 1676 im Elsass; † 1750) war ein hessischer Landesbaumeister (Hofarchitekt) des Barocks.

## Leben und Werk
Das genaue Geburtsdatum und der Geburtsort von Julius Ludwig Rothweil ist bisher nicht bekannt. Wahrscheinlich wurde er 1676 im Elsass geboren. Seine berufliche Ausbildung zum Baumeister erhielt er in Straßburg oder Paris.  1701 ist Rothweil in Hanau erstmals als Ingenieur nachweisbar.
Ab 1702 war er Landhauptmann im Dienst des Fürsten von Nassau-Weilburg. Hier war er hauptsächlich als Bauleiter des Schlosses Weilburg tätig. Während dieser Zeit war er aber auch  mit Bauprojekten in Neuwied, Hachenburg und Hanau betraut. Mit dem Bau des Schlosses Philippsruhe bei Hanau (Landschloss für den Grafen Philipp Reinhard von Hanau) erregte er überregionale Aufmerksamkeit.  Danach führte er für verschiedene Landesherren wichtige Baumaßnahmen aus, sowohl Kirchen wie auch Schlösser.  In beiden Bereichen wurden seine Bauten Vorbilder, insbesondere im „protestantischen Gürtel“ zwischen Berlin, Hannover, Kassel und Pfalz-Saarbrücken.
Während seiner Zeit als Hofbaumeister des Grafen Johann Ernst von Nassau-Weilburg (1675–1719) war er für alle größeren Bauprojekte des Grafen verantwortlich.
Um 1709 oder 1710 wurde er nach Arolsen berufen. In Arolsen plante er das Schloss, eine der bedeutendsten Schlossanlagen in Hessen. Als Baudirektor des Grafen bzw. Fürsten Anton Ulrich von Waldeck und Pyrmont (Regierungszeit 1706–1728) war er für alle dortigen Hoch- und Tiefbauten zuständig. Sein Nachfolger als waldeckischer Baudirektor war sein Sohn Franz Friedrich Rothweil (1702–1777), der nach dem Tod des Vaters dessen Werk weiterführte.
Von 1732 bis 1739 wurde das Corps de Logis von Schloss Berleburg der Grafen zu Sayn-Wittgenstein-Berleburg nach Plänen Rothweils ausgeführt.
Sein Werk war beeinflusst durch den französischen Barock (Schloss Versailles) und den niederländischen Barock.  In seinem Werk vermittelte Rothweil zwischen den architektonischen Stilrichtungen des Barock und des Klassizismus. Er war der Wegbereiter des klassizistischen Barock im heutigen Hessen.
Julius Ludwig Rothweil starb im Jahr 1750.

### Ausgeführte Bauten
- Schloss Philippsruhe, Hanau: ab 1701 (vom Pariser Baumeister Jacques Antoine Vith Girard bis 1712 fertiggestellt)
- Schloss Biebrich: Ausbau und Erweiterung, bis 1703
- Schloss Neuwied: ab 1703 (Pläne v. R. 1706/1707), ursprünglich dreiflügelig geplant, als drei Einzelbauten ausgeführt
- Weilburg:
  - Ausbau und Erweiterung des Schlosses
  - Neubau von Schlosskirche und Rathaus, 1703–1713. Die Schlosskirche gilt als der bedeutendste protestantische Kirchenbau des Barock in Hessen
  - Ausbau und Erweiterung der Oberen Orangerie, 1703–1705
  - Neubau Untere Orangerie, 1711–13, nach dem Vorbild der Orangerie von Versailles
  - Umgestaltung Marktplatz und Neubau von Verwaltungsgebäuden. Die Kanzlei beherbergt heute das Bergbau- und Stadtmuseum[1].
  - erste Wasserleitung von Weilburg

- Schloss Hachenburg: Ausbau, 1715–1746

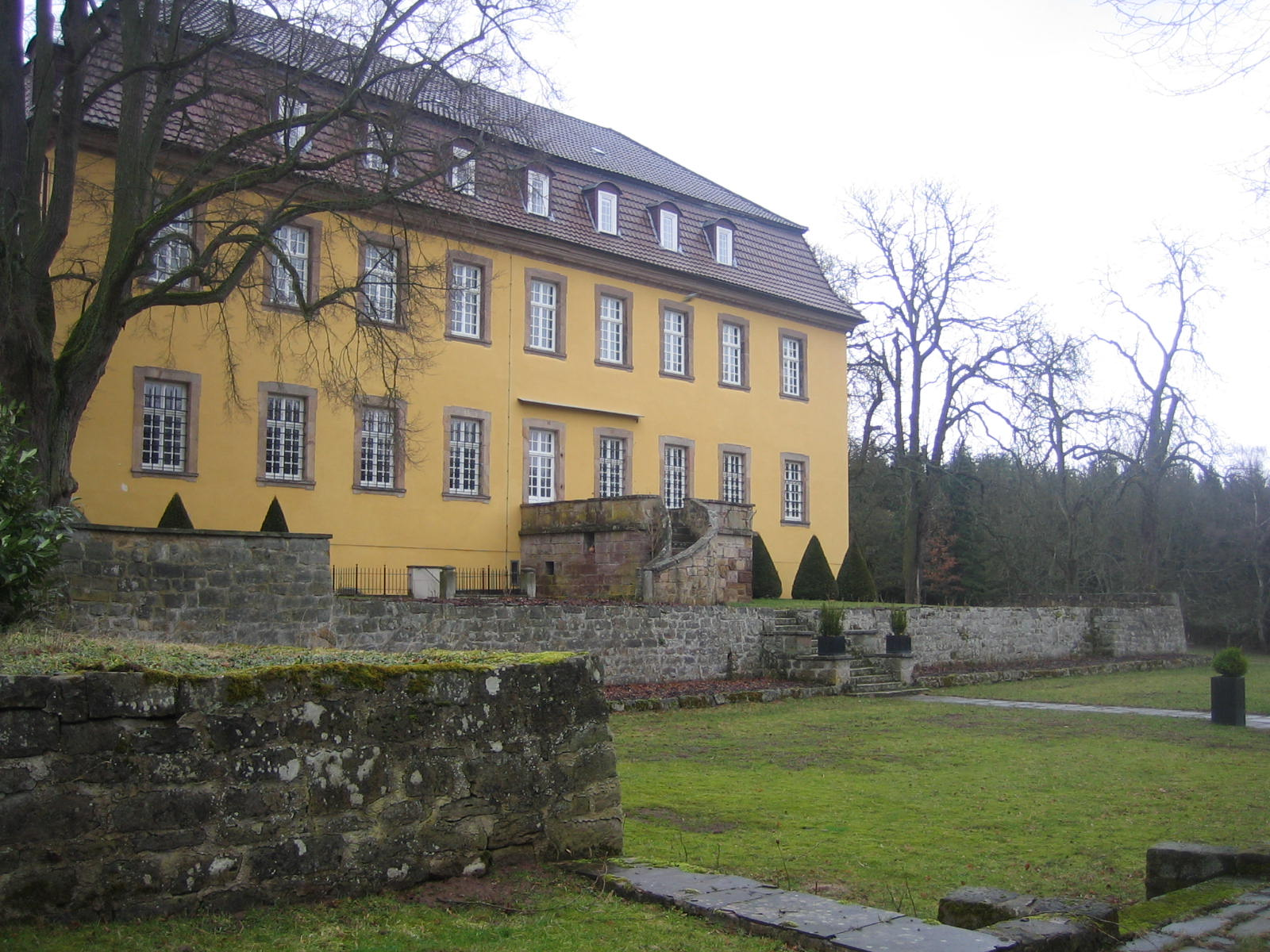
Schloss Höhnscheid

- Schloss Höhnscheid (Gutshaus) und Park: Neubau 1720–1730

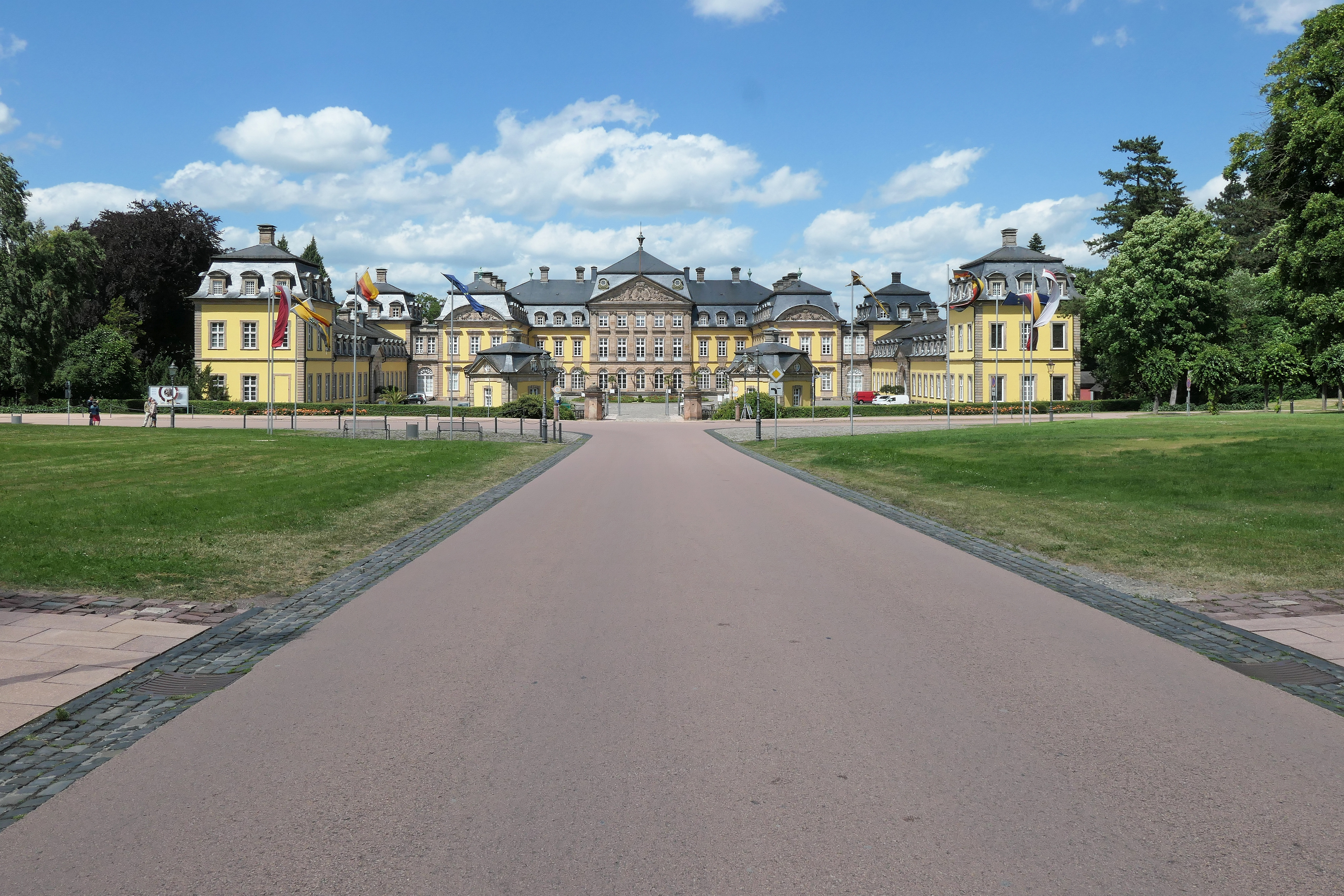
Residenzschloss Bad Arolsen

- Arolsen (Residenz des Fürsten Friedrich Anton Ulrich zu Waldeck und Pyrmont):
  - Schloss Arolsen: Abbruch ab 1710 und Neubau 1713–1728
  - Stadtkirche (Arolsen): Neubau 1735–1787
- Bad Pyrmont:
  - Schloss: verändert ab 1721
  - Kommandantenhaus: Neubau 1723
  - Kavalierhäuser: Neubau 1723
  - Magazingebäude: Neubau 1726
  - Festungsanlage: Instandsetzung und Umbau
- Schloss Berleburg Corps de Logis 1732–1739

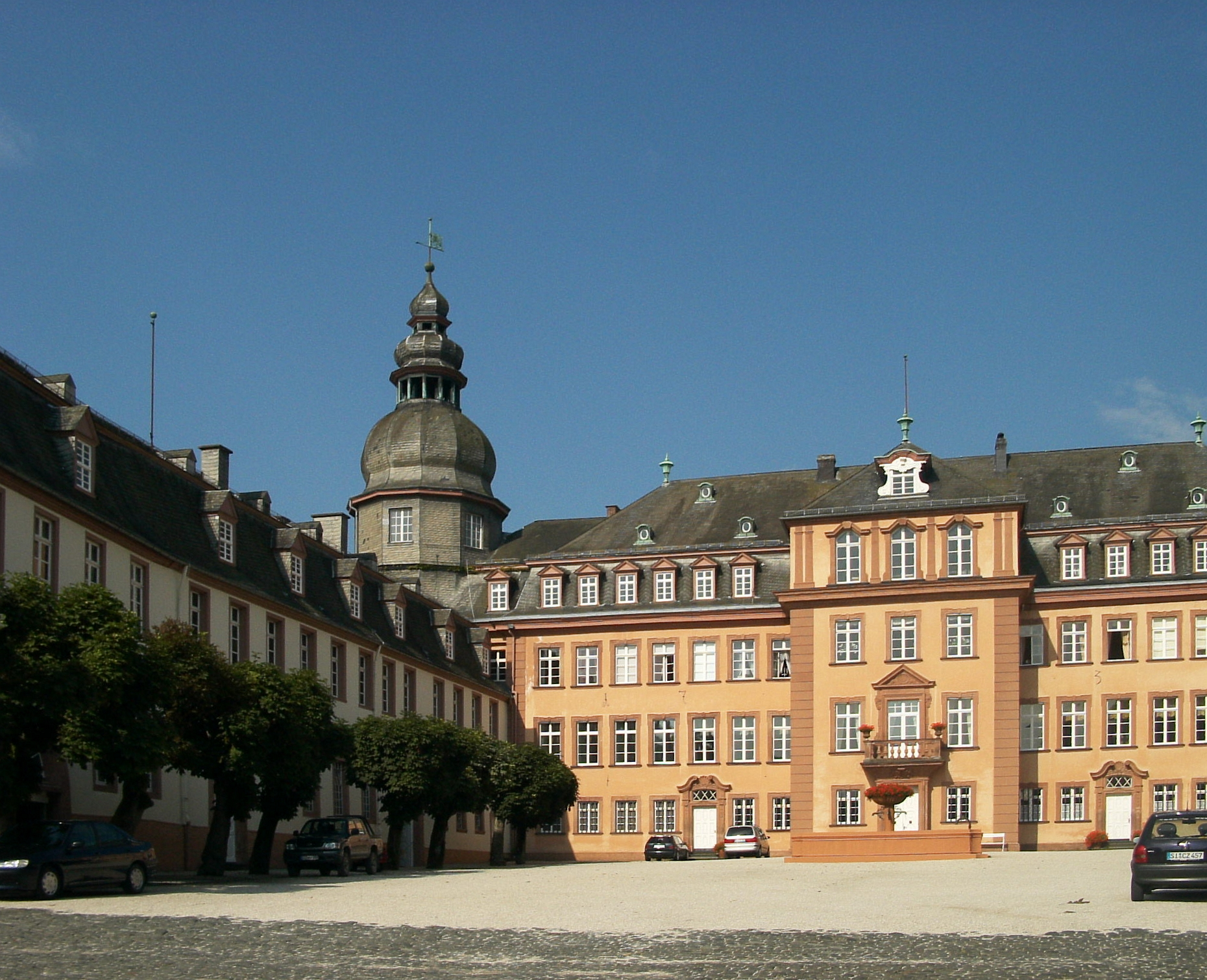
Schloss Berleburg

### Urheberschaft vermutet
- Kirchheimbolanden: Schlosskirche (Paulskirche): Neubau 1739–1744 (leicht abgewandelte Doublette der Schlosskirche in Weilburg)
- Daaden (Westerwald): ev. Pfarrkirche, 1722–1724

### Urheberschaft fälschlich zugewiesen
- Neunkirchen/Westerwald, ev. Pfarrkirche (Baumeister: Johann Michael Petri)